# Bärbogen

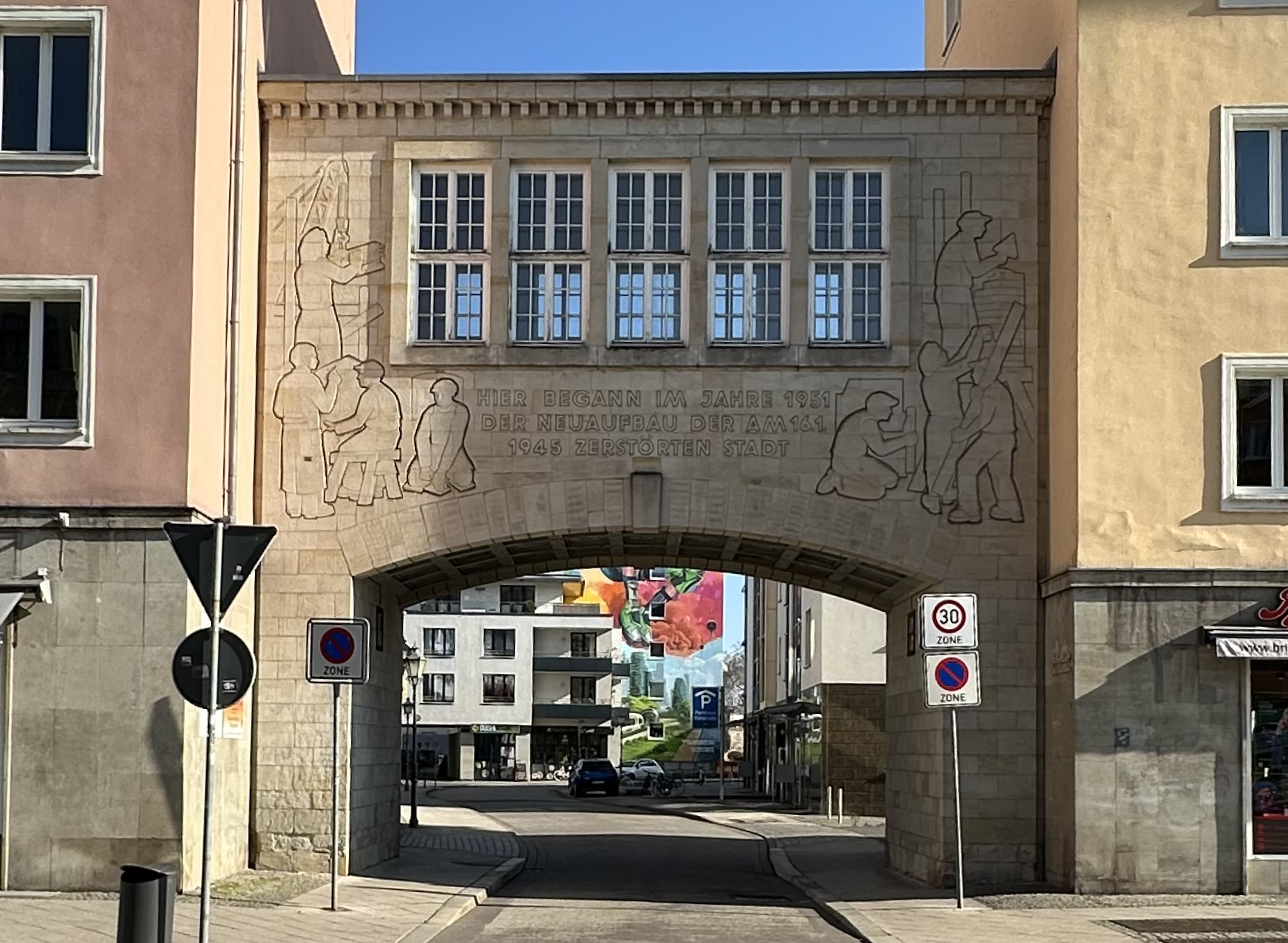
Bärbogen, 2025

Der Bärbogen ist eine denkmalgeschützte Toranlage in Magdeburg in Sachsen-Anhalt. 

## Lage
Der Torbogen befindet sich auf der Ostseite des Breiten Wegs in der Magdeburger Altstadt an der Adresse Breiter Weg 16. Der Bogen überbrückt dabei die hier auf den Breiten Weg einmündende Bärstraße.

## Architektur und Geschichte
Der Torbogen wurde 1952 im Stil des Neoklassizismus errichtet und am 13. Juli 1952 fertiggestellt. Andere Angaben nennen 1953 als Baujahr. Die Architektur entspricht dem repräsentativen Baustil der Gebäude des Zentralen Platzes. Die Durchfahrt verfügt über einen Sturz in Form eines Segmentbogens. Das Obergeschoss wird auf jeder Seite jeweils durch eine fünfachsige Fenstergruppe geprägt.

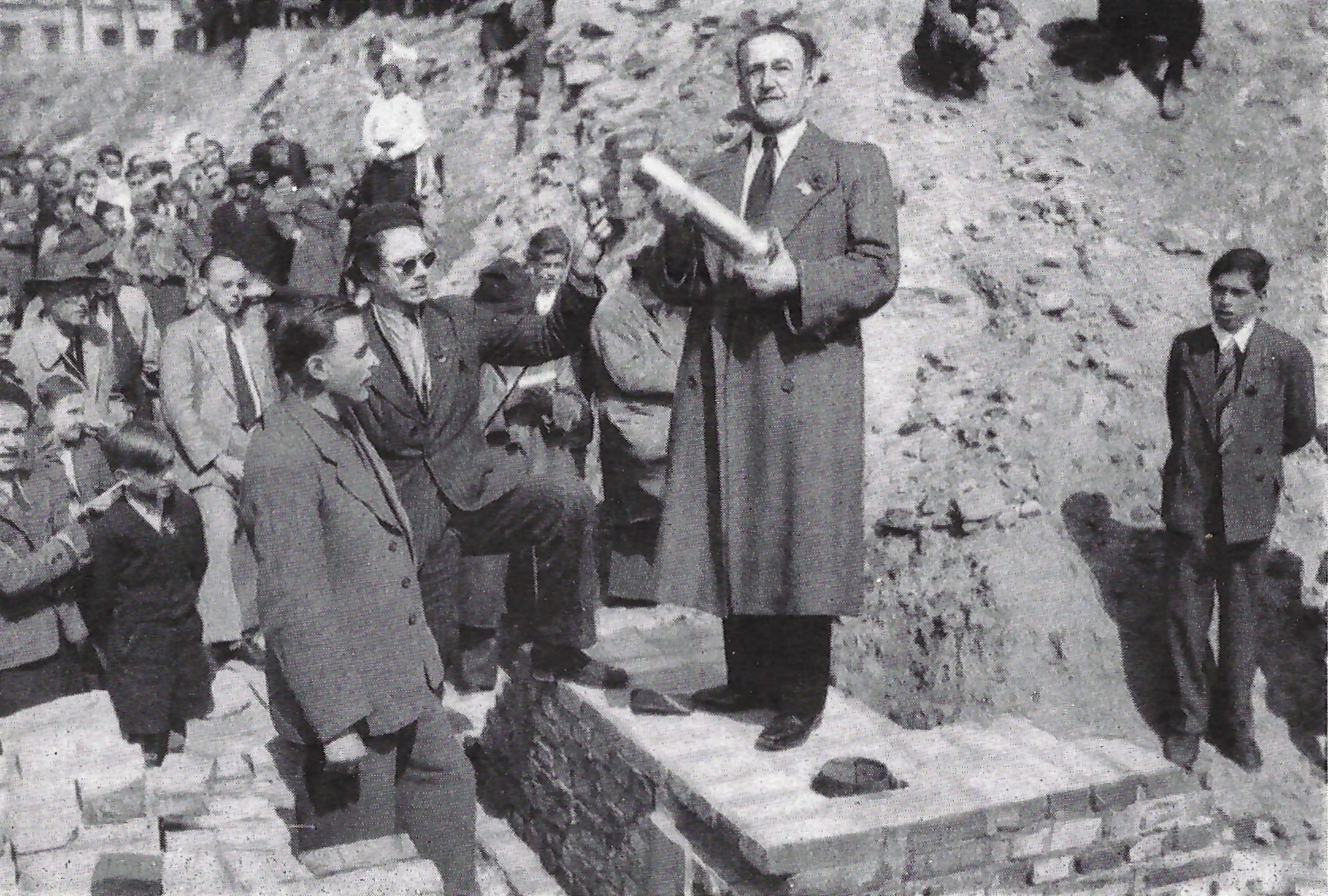
Grundsteinlegung vom 1. Mai 1951, auf die die Inschrift Bezug nimmt

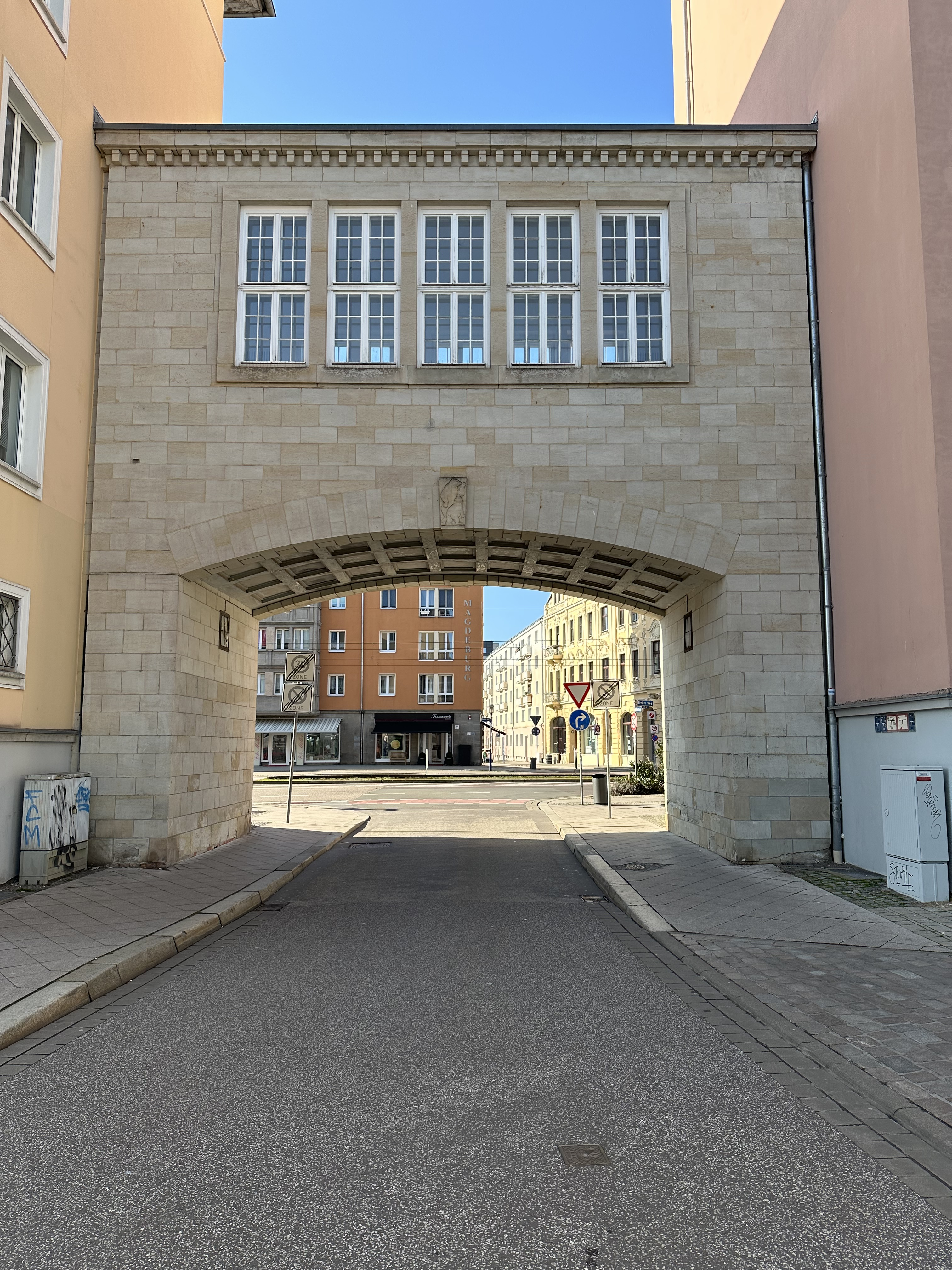
Ostseite

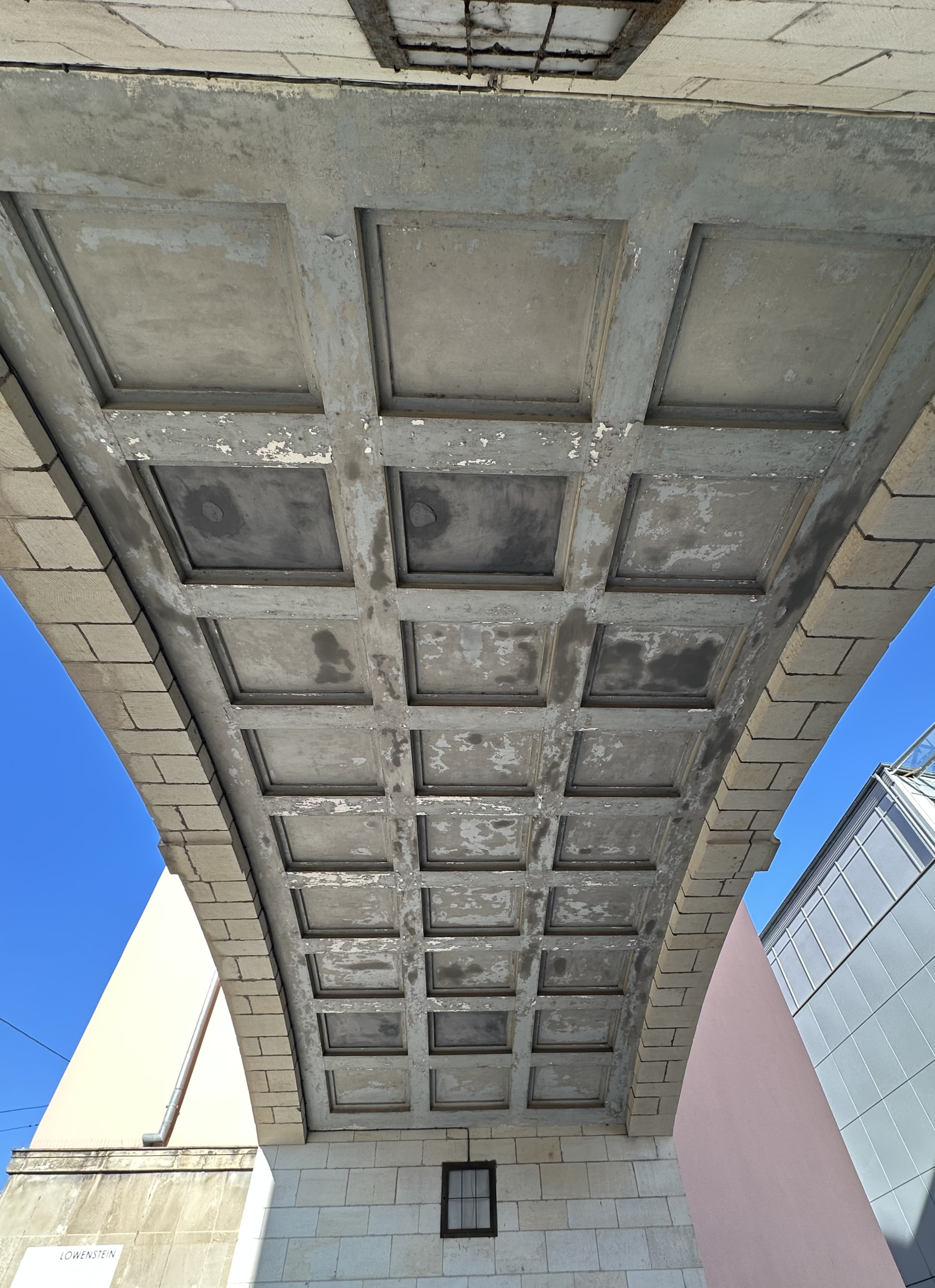
Torbogen

An der zum Breiten Weg ausgerichteten Westseite befindet sich am Obergeschoss das monumentale, vom Bildhauer Eberhard Roßdeutscher geschaffene Sandsteinrelief „Aufbaubeginn“. Es erinnert an den Beginn der staatlichen Wiederaufbaumaßnahmen in der Magdeburger Altstadt am 1. Mai 1951 nach der Zerstörung der Stadt vor allem am 16. Januar 1945. Zu diesem Zeitpunkt war an diesem Ort von Oberbürgermeister Philipp Daub der Grundstein für den Komplex Ladenstraße mit 115 Wohnungen, neun Geschäften und einer Gaststätte gelegt worden. Das Relief zeigt in Form versenkter Reliefs zwei Gruppen von Bauarbeitern. Darüber hinaus besteht mittig zwischen den Gruppen unterhalb der Fenster eine Inschrift:
HIER BEGANN IM JAHRE 1951

DER NEUAUFBAU DER AM 16.1.

1945 ZERSTÖRTEN STADT
Die Gestaltung steht in der Tradition der Neuen Sachlichkeit. Die Inschrift selbst hat einen propagandistischen Inhalt. Die Bezeichnung als Neuaufbau ist ein Hinweis auf die erfolgte radikale Umgestaltung des Stadtzentrums, mit der Überbauung einer Vielzahl von Straßen und dem Abriss vieler Gebäude, die wiederaufgebaut hätten werden können. Zu denken ist hierbei auch an die Sprengung mehrerer ursprünglich das Stadtbild prägender Kirchenbauten.
Auf der Ostseite befindet sich als Bezug zur Bärstraße auf dem Schlussstein des Bogens eine Darstellung von zwei Bären.
Im Denkmalverzeichnis des Landes Sachsen-Anhalt ist die Toranlage als Relief am Torbogen zur Bärstraße unter der Erfassungsnummer 094 06170 als Baudenkmal verzeichnet.
Das Relief gilt als frühes Beispiel der öffentlichen Monumental- und Wandbildkunst in der DDR und ist ein wichtiges zeitgeschichtliches Zeugnis für den Wiederaufbau in der DDR in der Nachkriegszeit.